# Nothobranchius lourensi
Nothobranchius lourensi es una especie de pez de agua dulce la familia de los notobranquíidos en el orden de los ciprinodontiformes.

## Morfología
Los machos pueden alcanzar los 5 cm de longitud total.

## Distribución geográfica
Se encuentran en ríos de África: Tanzania.